# Союз ТМА-14
Союз ТМА-14 е пилотиран космически кораб от модификацията „Союз ТМА“, полет 18S към МКС, 124-ти полет по програма „Союз“. Чрез него е доставена в орбита деветнадесета основна експедиция и е 46-и пилотиран полет към „МКС“.

## Екипаж

### При старта

#### Основен
Деветнадесета основна експедиция на МКС
- Генадий Падалка (3) – командир
- Майкъл Барат (1) – бординженер-1
- Чарлс Симони (2) – космически турист

#### Дублиращ
- Максим Сураев – командир
- Джефри Уилямс – бординженер-1
- Естер Дайсън – космически турист

### При кацането
- Генадий Падалка – командир
- Майкъл Барат – бординженер-1
- Ги Лалиберте – космически турист

## Най-важното от мисията
Екипажът на Деветнадесета основна експедиция пристига успешно на борда на МКС на 28 март. В екипажа влиза и летелият вече един път космически турист Чарлс Симони. След около 11-дневен полет на МКС, той се завръща на Земята на борда на Союз ТМА-13, заедно с Ю. Лончаков и Е. Финки от „Експедиция – 18“. Третият член на мисията (Коичи Ваката) остава на борда до края на юли, когато на свой ред е заменен при полета на мисия STS-127.
На 27 май е изстрелян, а на 29 май се скачва с МКС космическият кораб Союз ТМА-15 с екипажа на „Експедиция-20“, състоящ се от трима члена. Двата екипажа работят заедно около пет месеца и половина.
По време на полета екипажът на „Експедиция-19“ провежда различни научни изследвания в областта на медицината, физиката, прави наблюдения на Земята, провежда две излизания в открития космос, посреща и разтоварва два товарни космически кораба „Прогрес М-02М и М-67“ (единият след пристигането на „Експедиция-20“).

### Космически разходки
| № | Участници                    | Начало                | Край                  | Продължителност    |
| - | ---------------------------- | --------------------- | --------------------- | ------------------ |
| 1 | Генадий Падалка Майкъл Барат | 5 юни 2009 07:52 UTC  | 5 юни 2009 12:46 UTC  | 4 часа и 54 минути |
| 2 | Генадий Падалка Майкъл Барат | 10 юни 2009 06:55 UTC | 10 юни 2009 07:07 UTC | 12 минути          |

На 15 юли 2009 г. стартира и два дни по-късно се скачва със станцията совалката „Индевър“, мисия STS-127. С нея пристига на борда на МКС Тимъти Копра, който заменя астронавтката Сандра Магнус като бординженер-2 в „Експедиция-19/20“. Остават скачени около 11 денонощия с МКС.
На 29 август 2009 г. стартира и два дни по-късно се скачва със станцията совалката „Дискавъри“, мисия STS-128. С нея пристига на борда на МКС Никол Стот, която заменя астронавта Тимъти Копра като бординженер-2 в „Експедиция-19/20“. Остават скачени почти 10 денонощия с МКС.
На 30 септември е изстрелян, а на 2 октомври се скачва с МКС космическият кораб Союз ТМА-16 с екипажа на „Експедиция-21“. След около осемдневен съвместен полет, екипажът на „Експедиция-19“ се завръща на Земята на 11 октомври на борда на „Союз ТМА-14“, заедно с осмия космически турист – Ги Лалиберте.
След завръщането на Падалка и Барат със „Союз ТМА-14“, останалите членове на дълговременния екипаж остават в космоса до началото на декември.
- Стартът на „Союз ТМА-14“
- „Союз ТМА-14“ приближава МКС